# Ghiacciaio Ekblad
Il ghiacciaio Ekblad è un ghiacciaio lungo circa 15 km situato nella regione sud-occidentale della Dipendenza di Ross, nell'Antartide orientale. Il ghiacciaio, il cui punto più alto si trova a circa 2300 m s.l.m., si trova nella dorsale Holland, sulla costa di Shackleton, dove fluisce verso est partendo dal versante centro-orientale della dorsale e fiancheggiando il versante settentrionale del promontorio Vaughan fino a entrare nella baia di Wise andando ad alimentare la barriera di Ross.

## Storia
Il ghiacciaio Ekblad è stato mappato da membri dello United States Geological Survey (USGS) grazie a ricognizioni tellurometriche effettuate dallo stesso USGS nel 1961-62 e a fotografie scattate durante ricognizioni aeree effettuate dalla marina militare statunitense nel 1960. In seguito, esso è stato così battezzato dal comitato consultivo dei nomi antartici in onore di A. Ekblad, capitano della USNS Wyandot durante l'Operazione Deep Freeze del 1964-1965.